# Bironides liesthes
Bironides liesthes är en trollsländeart som beskrevs av Maurits Anne Lieftinck 1937. Bironides liesthes ingår i släktet Bironides och familjen segeltrollsländor. Inga underarter finns listade i Catalogue of Life.